# سودمند (فیلم)
سودمند (به انگلیسی: Advantageous) فیلمی محصول سال ۲۰۱۵ و به کارگردانی جنیفر پانگ است. در این فیلم بازیگرانی همچون جکلین کیم، جیمز اوربانیاک، فریا آدامز، کن جیونگ، جنیفر ایلی و سامانتا کیم ایفای نقش کرده‌اند.